# Lowtejān
Lowtejān (persiska: لوتجان, Lotehjān) är en ort i Iran.   Den ligger i provinsen Östazarbaijan, i den nordvästra delen av landet, 500 km nordväst om huvudstaden Teheran. Lowtejān ligger 709 meter över havet och antalet invånare är 192.
Terrängen runt Lowtejān är kuperad, och sluttar norrut. Runt Lowtejān är det ganska glesbefolkat, med 42 invånare per kvadratkilometer. Närmaste större samhälle är Khomārlū, 7,4 km norr om Lowtejān. Trakten runt Lowtejān består till största delen av jordbruksmark.